# Капричос
Капричос (на испански: Los Caprichos – прищевките, капризите, фантазиите) е серия от 80 графични творби на испанския художник Франциско Гоя, създадени между 1797 и 1799 г. Творбите като тип са офорти, акватинти и суха игла и представляват сатира на испанското общество от края на XVIII век, особено на аристокрацията и духовенството.
Гоя отразява своите виждания за недостатъците на обществото. Те противоречат на религиозния фанатизъм, на суеверията, на инквизицията, на някои религиозни норми, в творбите се забелязва стремеж към по-справедливи закони и нова образователна система. Критикува с хумор и без милост. Най-известната работа от серията е „Сънят на разума ражда чудовища“.
Публикувани са за първи път през 1799 г., но когато Мануел Годой губи властта, художникът ги оттегля бързо поради страха си от реакцията на Светата инквизиция. В продажба са само 14 дни. През 1803 г., за да спаси Капричос, решава да предложи изданието и 240 копия на разположение на краля в замяна на доживотна пенсия от дванадесет хиляди реала на година за сина си Хавиер. Известни са тринадесет официални издания.